# وندلینگ
وندلینگ (به آلمانی: Wendling) یک منطقهٔ مسکونی در اتریش است که در ناحیه گرایسکیرچن واقع شده‌است. وندلینگ ۱۲٫۹ کیلومتر مربع مساحت دارد ۴۰۰ متر بالاتر از سطح دریا واقع شده‌است.